# Phlebosphales engelkei
Phlebosphales engelkei är en fjärilsart som beskrevs av W. Warren 1904. Phlebosphales engelkei ingår i släktet Phlebosphales och familjen mätare. Inga underarter finns listade i Catalogue of Life.